# Премия Уве Йонсона
Премия Уве Йонсона — немецкая литературная награда, введённая в 1994. Ежегодно присуждается Мекленбургским литературным обществом совместно с Гуманистической ассоциацией Берлин-Бранденбурга и берлинской юридической фирмой Генц & Партнёры. Вручается «немецкоязычным писателям, чьё творчество связано с поэтикой Уве Йонсона» и которые тематизируют в своих текстах «прошлое, настоящее и будущее Германии». С 2005 года главная премия ежегодно чередуется с поощрительной премией [*], которая присуждается за выдающийся дебют в области прозы или эссе. Лауреату вручается денежная награда в размере 20 тыс. евро в категории Главная премия, a 5 тыс. евро в категории Поощрительная премия (по состоянию на 2017 год).

## Лауреаты
- 1994: Курт Драверт, Spiegelland. Ein deutscher Monolog
- 1995: Вальтер Кемповски, Das Echolot
- 1997: Марсель Байер, Flughunde
- 1999: Герт Нойман, Anschlag
- 2001: Юрген Беккер, Aus der Geschichte der Trennungen
- 2003: Норберт Гстрейн, Das Handwerk des Tötens
- 2005: Арно Ожессек, Schattauers Tochter *
- 2006: Ючен Лаабс, Späte Reise
- 2007: Эмма Браславски, Aus dem Sinn *
- 2008: Уве Теллькамп, Der Turm
- 2009: Томас Плетцингер, Bestattung eines Hundes *
- 2010: Криста Вольф, Stadt der Engel
- 2011: Юдит Цандер, Dinge, die wir heute sagten *
- 2012: Кристоф Хайн, Weiskerns Nachlass
- 2013: Маттиас Зенкель, Frühe Vögel *
- 2014: Луц Зайлер, Kruso
- 2015: Мирна Функ, Winternähe *
- 2016: Ян Конеффке, Ein Sonntagskind
- 2017: Шида Базьяр, Nachts ist es leise in Teheran *
- 2018: Ральф Ротман, Der Gott jenes Sommers
- 2019: Кена Кусанит, Babel *
- 2020: Ирина Либманн, Die Große Hamburger Straße[5]
- 2021: Бенджамин Квадерер, Für immer die Alpen *